# 密花石豆兰
密花石豆兰（学名：Bulbophyllum odoratissimum），为兰科石豆兰属下的一个植物种。